# Вила-Гарсия (Гуарда)
Вила-Гарсия (порт. Vila Garcia) — населённый пункт и район в Португалии, входит в округ Гуарда. Является составной частью муниципалитета Гуарда. По старому административному делению входил в провинцию Бейра-Алта. Входит в экономико-статистический субрегион Бейра-Интериор-Норте, который входит в Центральный регион. Население составляет 334 человека на 2001 год. Занимает площадь 17,08 км².